# Ejército de Baden
El ejército de Baden se formó mediante la reunión en 1771 de dos principados del Sacro Imperio Gérmanico, el margraviato de Baden-Durlach y el margraviato de Baden-Baden, separados desde 1535. Participó en las guerras revolucionarias francesas y las guerras napoleónicas En 1806, durante la disolución del sacro imperio, el principado se convirtió en el Gran Ducado de Baden, miembro de la confederación del Rin y después, de 1815, en miembro de la Confederación Germánica. El ejército de Baden participó en la guerra austro-prusiana de 1866 y posteriormente en la guerra franco-prusiana de 1870-1871 después de la cual fue integrado en el ejército imperial alemán. Los regimientos de Baden conservaron su nombre tradicional hasta la Primera Guerra Mundial.

## El ejército de Baden en el Sacro Imperio Romano (hasta 1806)
En 1535, el país de Baden se separó entre dos ramas principales, Baden-Durlach, de confesión luterana, y Baden-Baden, de confesión católica. Entre 1594 y 1622, el Alto-Baden (alrededor de Baden-Baden) fue ocupado por las tropas de Baden-Durlach comandadas por Wolf Dietrich von Gemmingen, capitán del obispado de Eichstätt.

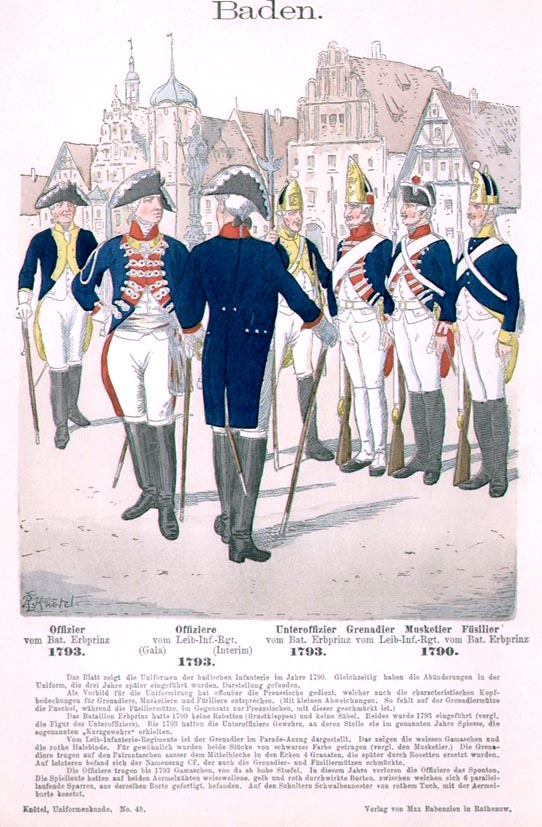
Uniformes de la infantería de Baden, 1790-1793.

Para resistir las pretensiones de la rama de Baden-Baden apoyada por la monarquía de los Habsburgo, el margrave Jorge Federico de Baden-Durlach se adhiere a la Unión protestante en 1608 y forma un ejército que alcanza 15.000 hombres en 1617. Al principio de la guerra de los Treinta Años, Jorge Federico se une a la coalición protestante liderada por Federico V del Palatinado y forma un ejército de 20.000 hombres y 70 carros blindados (Spitzwagen) equipados con cañones y picas largas para repeler a la caballería. Pero el Margrave pronto entra en conflicto con el comandante protestante Ernst von Mansfeld. Las tropas de Baden, separadas de las de Mansfeld, fueron aplastadas por los imperiales dirigidos por el mariscal de campo Tilly en la batalla de Wimpfen (6 de mayo de 1622), una de las más mortíferas de la guerra. El Alto-Baden y una parte del Bajo-Baden (Durlach) son ocupados por los imperiales. No fue hasta 1631 que Federico V de Baden-Durlach, hijo y sucesor de Jorge Federico, pudo reunir tropas y unirse al ejército sueco de Gustavo II Adolfo. El territorio de Baden fue ocupado por los imperiales y los Bávaros hasta los tratados de Westfalia (1648) que restituyen sus posesiones respectivas a las ramas de Baden-Baden y de Baden-Durlach.
Los dos principados de Baden estuvieron unidos al círculo de Suabia, uno de los 10 círculos imperiales, circunscripciones de financiación y de reclutamiento del ejército del Sacro Imperio, con el fin de proporcionar al emperador un contingente de tropas para las guerras votadas por la Dieta del Imperio. El círculo de Suabia también comprendió a otros principados como el ducado de Wurtemberg y el Obispado de Augsburgo.
El margrave Luis-Guillermo de Baden-Baden, quien reinó desde 1677 hasta 1707, comandó los ejércitos imperiales contra los otomanos durante la gran guerra turca (1683-1699). Obtuvo el apodo de "Türkenlouis" ("Luis el Turco") y ganó la batalla de Slankamen (1691). Fiel aliado del emperador, sus posesiones son devastadas por los franceses durante la guerra de la Liga de Augsburgo y la guerra de sucesión española.
Entre 1732 y 1796, el círculo de Suabia mantiene 5 regimientos distribuidos por confesión. El Margrave de Baden-Durlach proporciona 23 dragones y parte del personal del 1.º regimiento de infantería (protestante), Baden-Baden proporcionan 19 coraceros y una parte del 3.º regimiento de infantería (católica).

## El ejército del Gran Ducado de Baden (1806-1871)

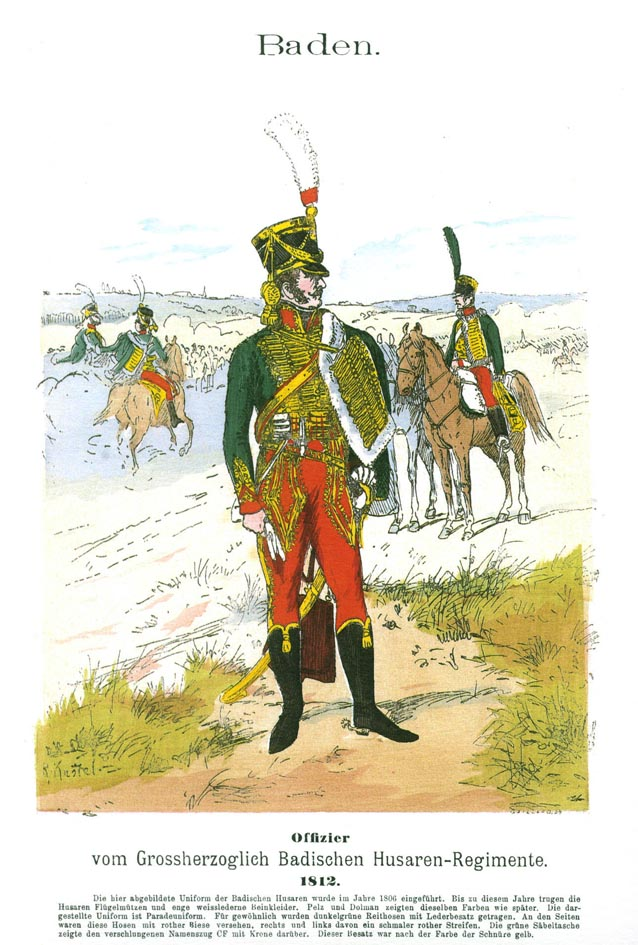
Húsares 1812

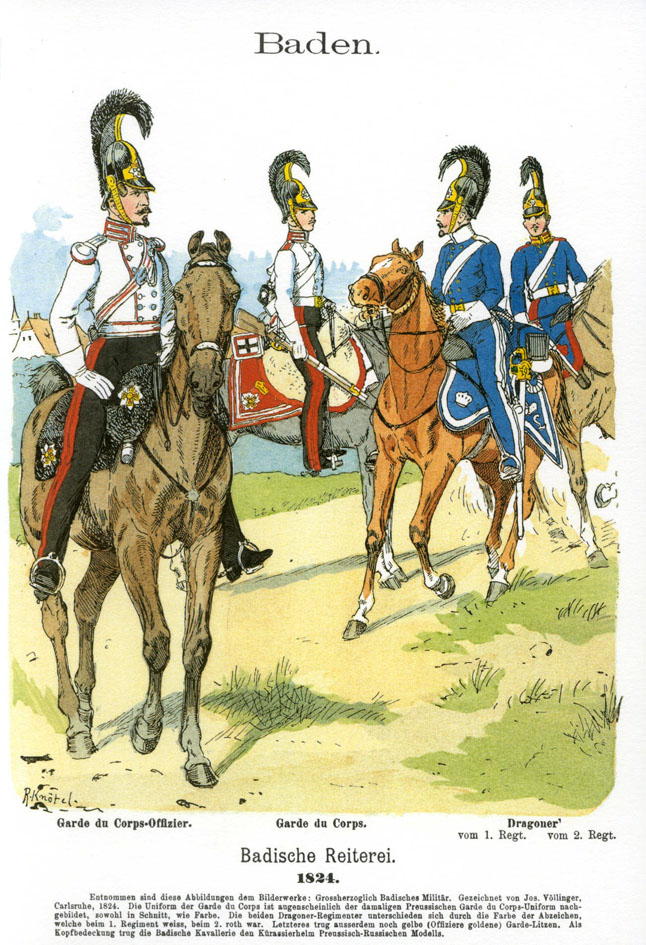
Caballería 1824

En 1806, cuando se disolvió el Sacro Imperio Romano, el principado se convirtió en el Gran Ducado de Baden, miembro de la confederación de Rin, satélite del Imperio napoleónico. Durante la campaña de Rusia de 1812, el contingente de Baden forma parte del 9 °cuerpo. Un contingente de Baden luchó todavía en el bando francés durante la batalla de Leipzig (1813), la infantería de Baden fue capturada por el ejército prusiano cubriendo la retirada de Napoleón. Esta es liberada rápidamente cuando el Gran Duque cambia de bando y se une a la Sexta Coalición.
El ejército de Baden, comandado por Wilhelm von Hochberg, participa en la campaña de Francia (1814); está presente en el sitio de Kehl, Estrasburgo, Landau in der Pfalz y Phalsbourg así como en la batalla de París (1814). Durante los cien días, el Gran Ducado levanta nuevamente un ejército para unirse a la Séptima Coalición pero no tiene la oportunidad de participar.
En 1815, el Gran Ducado se convirtió en miembro de la Confederación Germánica. En 1835, el ejército de Baden mantiene una cuota de 10.000 soldados como parte del VIII cuerpo del ejército federal, junto con las tropas wurtemberg y las del Gran Ducado de Hesse.
El pintor militar Feodor Dietz, desde 1837, realizó varias obras para la gloria del ejército de Baden.
Durante la revolución de marzo (1848), el país se vio agitado por un movimiento insurreccional, la revolución Baden de 1848. El ejército de insurgentes, comandado por Friedrich Hecker y reforzado por la Legión de los demócratas alemanes, exiliados republicanos organizados en Francia, es derrotado por el ejército de príncipes (Baden, Hesse, Hesse-Nassau y Wurtemberg) en la batalla de Kandern (20 de abril de 1848). Después de la partida de Hecker, los insurgentes continuaron la lucha, al mando del oficial Franz Sigel después,de que éste fuera herido, fue reemplazado por el exiliado polaco Ludwik Mierosławski. Sin embargo fueron aplastados por el ejército prusiano de Moritz von Hirschfeld en junio julio 1849.
Después de aplastada la revolución por el ejército prusiano, varios insurgentes emigran a Estados Unidos y toman parte en la fiebre del oro de California. Algunos, como Friedrich Hecker, Franz Sigel, Max (von) Weber y August Mersy, ejercerán mandos en el ejército unionista durante la guerra de Secesión estadounidense (1861-1865).
El ejército de Baden participó en la guerra austro-prusiana de 1866 bajo el mando del príncipe Guillermo de Baden. Batido en la batalla de Tauberbischofsheim (24 de julio de 1866), debe aceptar a un general prusiano, Gustav Friedrich von Beyer, como Ministro de Guerra.
Durante la guerra franco-prusiana de 1870-1871, la División de Baden, al mando de von Beyer, se une al 3° ejército alemán comandado por el príncipe heredero Federico de Prusia. Luego se unió al cuerpo prusiano del general August von Werder. Participó en el sitio de Estrasburgo, en Belfort (noviembre de 1870 - febrero de 1871), en la batalla de Héricourt (1871) y, en el Ejército del Sur , en las últimas batallas contra el ejército francés del Este. Después de la guerra, el ejército de Baden fue integrado en el ejército imperial alemán.

## Las tropas de Baden en el Imperio alemán (1871-1918)

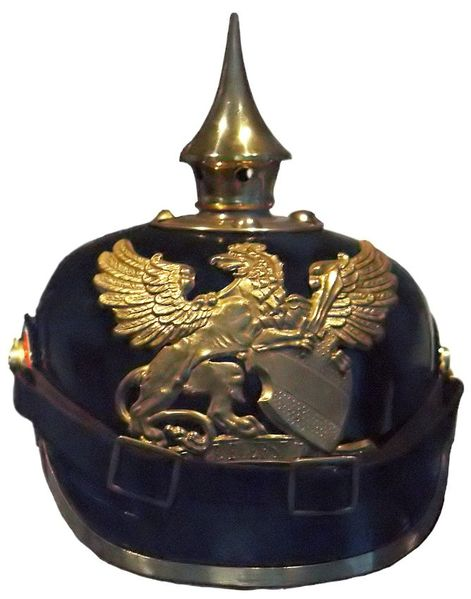
Pickelhaube del ejército de Baden

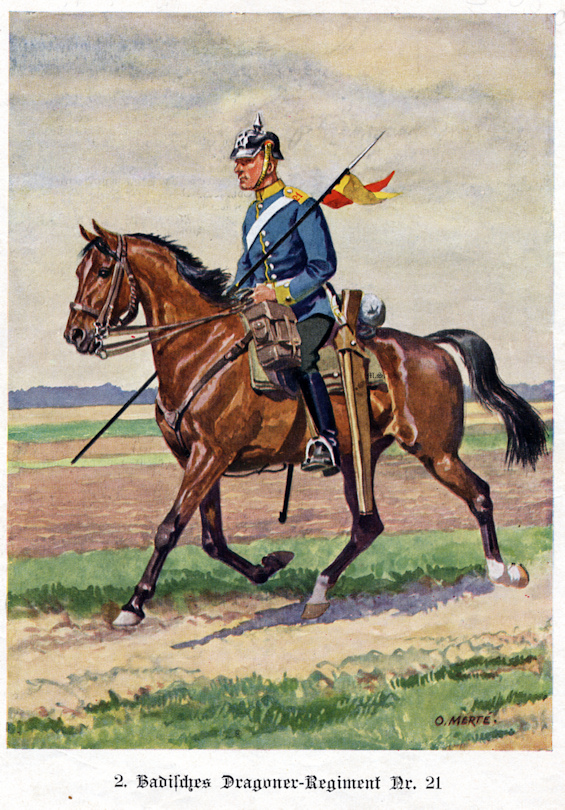
Regimiento N° 2 de Dragones, 1911.

Después de 1871 el ejército de Baden se incorpora en el ejército imperial alemán donde forma el núcleo del XIV cuerpo de ejército que comprende las 28 º y 29 º divisiones de infantería. Los regimientos de Baden conservan su denominación tradicional hasta la  Primera Guerra Mundial.
En agosto de 1914, el XIV cuerpo, unido al 7.º ejército alemán, lucha en la batalla de Mulhouse. Se une a continuación al 6.º ejército alemán, participando en la carrera hacia el mar y los combates de posiciones: batalla de Arras (1914), batalla del Somme (1915), batalla de Champagne (1915), etc. Pasó toda la guerra en el frente del occidental.
El príncipe heredero Maximiliano de Baden fue coronel en las tropas de Baden, después, en 1914, es integrado en el estado mayor del XIV cuerpo todo participando en el ejercicio de la labor humanitaria. Se opone a la política del estado mayor alemán, lo que vale de ser apartado del ejército. Pero, en octubre de 1918, Guillermo II lo eligió como canciller para tratar de negociar la paz con los Aliados.
Por el tratado de Versalles de 1919, a Alemania solo se le permite mantener un pequeño ejército de 100.000 hombres sin capacidades ofensivas, el Reichswehr. Las tropas de Baden, Wurtemberg y Hesse se reducen a 3 regimientos de infantería, el 13 º (Württemberg), el 14 º(Baden) y el 15 º, y el 5 º regimiento de artillería, que forman la 5 º división con su estado mayor en Stuttgart.